# Aloe mketiensis
Aloe mketiensis é uma espécie de liliopsida do gênero Aloe, pertencente à família Asphodelaceae.